# Université d'État polytechnique de Californie à Pomona
L'université d'État polytechnique de Californie à Pomona (en anglais, California State Polytechnic University, Pomona), aussi connue sous le nom de Cal Poly Pomona. ou Cal Poly, est une université publique située à Pomona, Californie. Elle fait partie du système de l'université d'État de Californie. Dans le domaine sportif, les Broncos défendent les couleurs de l'université, et le basketteur professionnel et ancien international Espoir français Angelo Tsagarakis y a passé sa dernière année universitaire (année senior) de juillet 2007 à avril 2008 (après avoir obtenu son diplôme en business international et espagnol à Oregon State University en juin 2007).